# Copa Petrobras Argentina 2006
Il Copa Petrobras Argentina 2006 è stato un torneo di tennis facente parte della categoria ATP Challenger Series nell'ambito dell'ATP Challenger Series 2006. Il torneo si è giocato a Buenos Aires in Argentina dal 6 al 12 novembre 2006 su campi in terra rossa.

## Vincitori

### Singolare
Guillermo Cañas ha battuto in finale  Martín Vassallo Argüello con il punteggio di 6–3, 6–4

### Doppio
André Ghem /  Flávio Saretta hanno battuto in finale  Tomas Behrend /  Marcel Granollers con il punteggio di 6–1, 6–4